# Two Cars in Every Garage and Three Eyes on Every Fish
"Two Cars in Every Garage and Three Eyes on Every Fish" är det fjärde avsnittet av den andra säsongen av den amerikanska, tecknade komediserien The Simpsons. Avsnittet sändes första gången den 1 november 1990 på den amerikanska kanalen FOX. Avsnittet handlar om hur Bart fiskar upp en fisk med tre ögon ur en flod intill det lokala kärnkraftverket, och om hur verket som resultat blir inspekterat och nedstängt. Efter att ha blivit av med en så stor del av sitt liv, väljer kärnkraftverkets ägare Montgomery Burns att gå till val som guvernör.
Avsnittet skrevs av Sam Simon och John Swartzwelder och regisserades av Wesley Archer. Det var det första avsnittet som producerades inför den andra säsongen av The Simpsons, och hade planerats att sändas som premiär, men det bytte plats med "Bart Gets an F" på grund av karaktären Barts stora popularitet då. Bland andra Colin Jacobson har noterat att avsnittet tog en ovanlig vändning genom att använda sig så mycket av en sekundär karaktär (i detta fall Burns), någonting som skulle bli vanligare under senare avsnitt.